# Mahieddine Amimour
Pour les articles homonymes, voir Amimour.
Mahieddine Amimour, né le 18 mai 1935 à Annaba, est un homme politique algérien.

## Biographie
Mahieddine Amimour est le fils de l'imam El Hilali El Azhari Amimour et de Sardaneh Roquaia originaire de Palestine. Il a fait ses études à l'Al Azhar en Égypte. En 1957, il rejoint le FLN pendant la révolution algérienne. 
À l'indépendance de l'Algérie, il rejoint la Marine, comme commissaire politique. Ensuite, il quitte la marine pour le journalisme. 
Il intègre la revue de l'armée El-Jeïch, en tant que journaliste et caricaturiste, puis il rejoint la revue hebdomadaire El Moudjahid du FLN, ensuite le quotidien Echâab. 
En 1971, le président Houari Boumédiène le nomme en tant que conseiller à l'information, puis sous la présidence de Chadli Bendjedid jusqu'en 1984, tant en étant membre du comité central du FLN. 
En 1989, il est nommé ambassadeur d'Algérie au Pakistan jusqu'en 1992. En 1998, le président Liamine Zéroual le nomme sénateur dans le tiers présidentiel au Conseil de la nation. 
Il est nommé en 2000, ministre de la Communication et de la Culture par le président Abdelaziz Bouteflika. En 2001, il   est nommé une deuxième fois au Conseil de la nation dans le tiers présidentiel.
En 2025, Le Matin d'Algérie le cite comme étant proche de la mouvance badissia novembria.

## Fonctions
- 1963-1966 : Commissaire politique de la Marine algérienne
- 1971-1984 : Conseiller à l'information
- 1979-1984 : Membre du comité central du FLN
- 1989-1992 : Ambassadeur d'Algérie au Pakistan
- 1998-2000 : Sénateur désigné du tiers présidentiel
- 2000-2001 : Ministre de la Culture et de la Communication dans le gouvernement Benflis 1
- 2001-2010 : Sénateur désigné du tiers présidentiel